# Thực phẩm dinh dưỡng thay thế bữa ăn

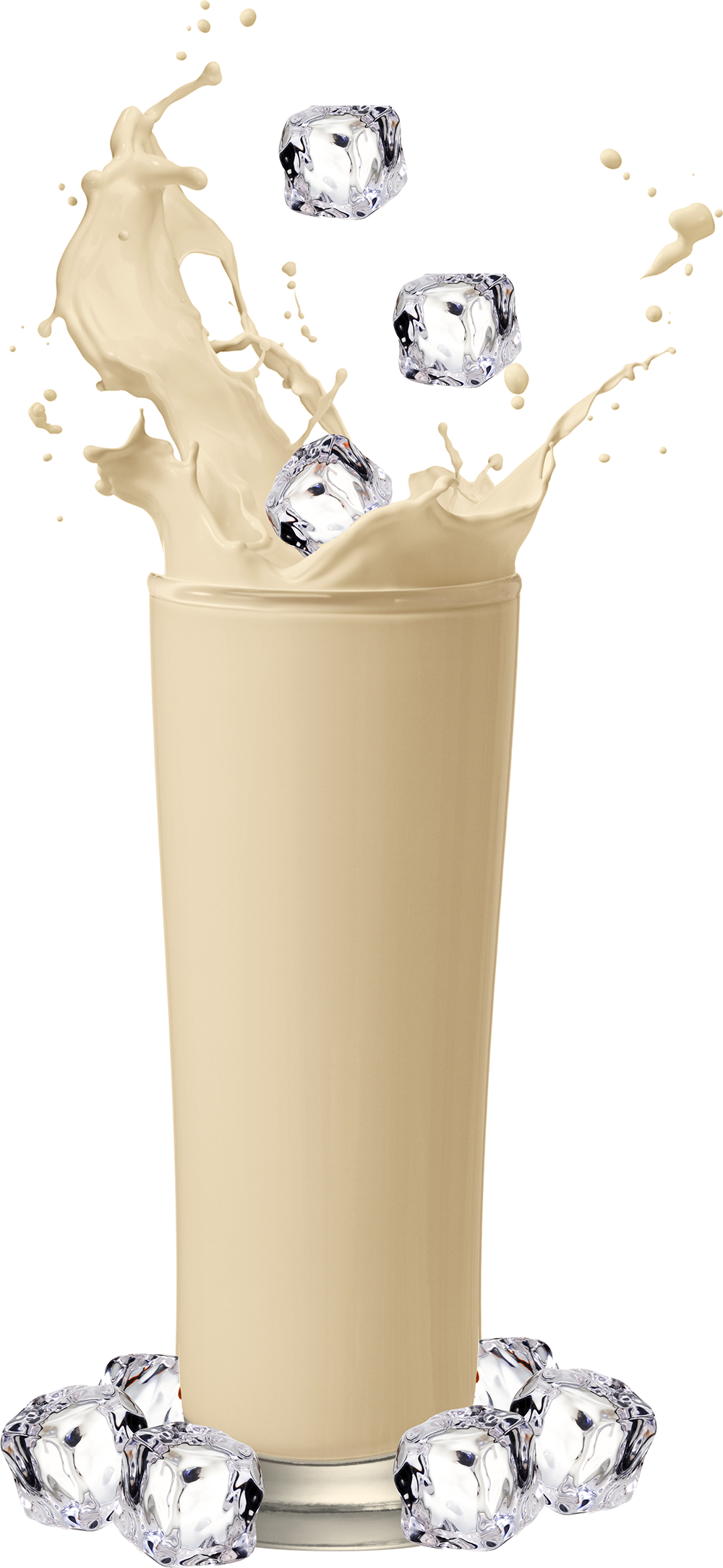
Thực phẩm dinh dưỡng thay thế bữa ăn dạng sữa lắc

Thực phẩm dinh dưỡng thay thế bữa ăn (Meal replacement) là thực phẩm dinh dưỡng thay thế cho bữa ăn thông thường, cung cấp các dưỡng chất và năng lượng kiểm soát được dưới dạng bột pha uống, thanh bar hay một món soup. Thông thường, bữa ăn thay thế có dạng sữa lắc. Với sản phẩm thay thế bữa ăn, bạn có thể dùng thay cho 2 -3 bữa ăn hàng ngày hoặc dùng cho bữa phụ tùy nhu cầu. Sử dụng sản phẩm thay thế bữa ăn là một cách nhanh chóng và tiện lợi nhất để cung cấp cho cơ thể hàm lượng cao protein, carbohydrat và các chất dinh dưỡng quan trọng khác.

## Tiêu chuẩn châu Âu
Thực phẩm dinh dưỡng thay thế bữa ăn thường cung cấp từ 200 đến 250 calo mỗi khẩu phần, chứa nhiều vitamin, khoáng chất và chứa ít chất béo và ít đường. Người ta thường nghĩ thực phẩm dinh dưỡng thay thế bữa ăn chỉ thích hợp sử dụng cho người già hay người bệnh. Tuy nhiên, sản phẩm này lại phù hợp với rất nhiều đối tượng, từ trẻ em đến người lớn và người già tùy theo mục đích sử dụng của từng đối tượng như: tăng chiều cao, tăng cường sức khỏe, tăng cân, giảm cân,… Thực phẩm dinh dưỡng thay thế bữa ăn được các chuyên gia dinh dưỡng khuyên dùng hàng ngày như một loại thực phẩm bổ sung các dưỡng chất thiết yếu cho cơ thể.
Sản phẩm thực phẩm dinh dưỡng thay thế bữa ăn được sản xuất theo tiêu chuẩn bữa ăn hoàn chỉnh của châu Âu với hàm lượng và thành phần dinh dưỡng đạt chuẩn. Hàm lượng dinh dưỡng đạt chuẩn theo công thức châu Âu phải có tối thiểu:
- 12 g protein
- 177 kcal
- 25% lượng vitamin và khoáng chất thiết yếu gồm: Vitamin A, Thiamin (Vitamin B1), Riboflavin (Vitamin B2), Niacin (Vitamin B3), Folate, Vitamin B6, Vitamin B12, Vitamin C, Vitamin D, Vitamin E, Calcium, Iodine, Iron, Magnesium, Phosphorus, Zinc với hàm lượng tối đa như Bảng 1:

| Vitamin và khoáng chất | Số lượng tối đa cho mỗi khẩu phần một bữa ăn (tỷ lệ RDI)                                                                      |
| --- | --- |
| Vitamin A Thiamin Riboflavin Niacin Folate Vitamin B6 Vitamin B12 Vitamin C Vitamin D Vitamin E Calcium Iodine Iron Magnesium Phosphorus Kẽm | 300 µg (40%) Không có số lượng đặt 5.0 µg (50%) Không có số lượng đặt 75 µg (50%) Không có số lượng đặt Không có số lượng đặt |

Ngoài các chất dinh dưỡng trên, một số thực phẩm dinh dưỡng thay thế bữa ăn có thể bổ sung thêm một số vitamin và khoáng chất như: Biotin, Pantothenic Acid (Vitamin B5), Vitamin K, Chromium, Copper, Manganese, Molybdenum, Senlenium... với hàm lượng tối đa như Bảng 2:
| Vitamin và khoáng chất | Số lượng tối đa cho mỗi khẩu phần một bữa ăn (tỷ lệ ESADDI trừ khi có quy định khác)                                                                                            |
| --- | --- |
| Vitamin K Biotin Pantothenic Acid Chromium: vô cơ hữu cơ Đồng: vô cơ hữu cơ Manganese: vô cơ hữu cơ Molybdenum: vô cơ hữu cơ Selenium: vô cơ hữu cơ | Không có giá trị đặt Không có giá trị đặt 34 µg (17%) 16 µg (8%) 0.50 mg (17%) 0.24 mg (8%) 0.85 mg (17%) 0.4 mg (8%) 42.5 µg (17%) 20 µg (8%) 17.5 µg (25% RDI) 9 µg (13% RDI) |

## Đối tượng sử dụng
Thực phẩm dinh dưỡng thay thế bữa ăn thích hợp cho mọi lứa tuổi, từ trẻ em đến người trưởng thành và người già, người bệnh.

### Trẻ em
Thực phẩm dinh dưỡng thay thế bữa ăn có thể dùng cho trẻ em, nhất là những trẻ kén ăn và biếng ăn. Thực phẩm dinh dưỡng thay thế bữa ăn đảm bảo cung cấp đầy đủ dinh dưỡng cho bé để tăng trưởng chiều cao và phát triển trí óc.
Thực phẩm dinh dưỡng thay thế bữa ăn phải chứa protein, calci và vitamin D với liều lượng theo tiêu chuẩn châu Âu. Đây là 3 dưỡng chất quan trọng giúp trẻ phát triển chiều cao tối ưu. Khoa học chứng minh rằng chế độ dinh dưỡng ảnh hưởng trực tiếp đến khả năng học tập. Nếu ăn uống thiếu protein, tế bào não sẽ liên kết kém khiến trẻ chậm tiếp thu, khả năng ghi nhớ giảm, thời gian duy trì độ tập trung bị cắt ngắn. Thiamin (vitamin B1), vitamin E, vitamin B, iodine và kẽm là các dưỡng chất rất quan trọng giúp nâng cao khả năng tập trung, khả năng nhận thức và khả năng lý luận của trẻ em.
Sau giấc ngủ dài buổi tối, lượng protein và các vi chất trong cơ thể sẽ giảm xuống mức thấp nhất, khiến cơ thể phản ứng chậm chạp, trí óc thiếu linh hoạt, khả năng học tập và vận động kém. Do đó, bữa sáng đầy đủ dưỡng chất sẽ rất quan trọng cho sự phát triển trí não của trẻ.
Tương tự, sau một ngày dài vận động, lượng protein và vi chất trong cơ thể sẽ xuống thấp, trẻ cảm thấy không còn năng lượng để vận động và học tập, khả năng tiếp thu kiến thức giảm mạnh. Thực phẩm dinh dưỡng thay thế bữa ăn sẽ giúp bổ sung các dưỡng chất thiết yếu giúp trẻ tăng cường sức khỏe.

### Người trưởng thành
Thực phẩm dinh dưỡng thay thế bữa ăn là bữa sáng tiện dụng cho những người bận rộn khi phải đến công sở, hay những người bận chăm lo cho con cái đến trường. Bữa ăn sáng chứa những dưỡng chất thiết yếu giúp tăng cường trí nhớ và tăng hiệu quả làm việc.
Thực phẩm dinh dưỡng thay thế bữa ăn còn là bữa trưa nhẹ bụng nhưng đầy đủ dinh dưỡng giúp chúng ta tỉnh táo làm việc suốt buổi chiều, không tốn thời gian, không cần đi ăn trưa xa, không lo bỏ bữa vì các cuộc họp, công việc đột xuất hoặc tiếp khách kéo dài hơn dự kiến.
Thực phẩm dinh dưỡng thay thế bữa ăn là bữa xế nhẹ bụng để uống trước giờ tập thể dục với thành phần dinh dưỡng hữu ích giúp bảo vệ cơ bắp, giúp hình thành các vùng cơ đẹp và tránh đau nhức cơ sau khi tập, giúp luyện tập hiệu quả. Theo các chuyên gia thể dục thẩm mỹ và thể hình, không nên ăn uống quá no trước giờ tập luyện để tránh rối loạn dạ dày và các chứng bệnh về tiêu hóa. Nếu để bụng đói trước khi tập luyện thì cơ thể sẽ thiếu năng lượng, uể oải, không muốn vận động và có nguy cơ bị teo cơ do thiếu protein. Nếu để bụng đói sau khi tập luyện thì sẽ có xu hướng ăn nhiều hơn các chất bột đường, dẫn đến tăng cân.

### Người ăn kiêng
Nhiều người thường chọn giảm cân bằng cách bỏ bữa ăn. Nhưng theo các bác sĩ, bỏ bữa dẫn đến chỉ số đường huyết và cơ chế trao đổi chất bị biến đổi khiến cơ thể dễ mắc các triệu chứng như buồn nôn, táo bón, mệt mỏi, suy thận, tăng huyết áp,…
Thực phẩm dinh dưỡng thay thế bữa ăn chính là bữa chính hoàn chỉnh giúp giảm cân hay kiểm soát cân nặng. Công thức của loại thực phẩm dinh dưỡng thay thế bữa ăn này được tính toán khoa học theo chuẩn châu Âu để đáp ứng vừa đủ nhu cầu năng lượng của một người bình thường, không gây tình trạng mô mỡ tích trữ thành mỡ thừa, giúp ngăn chặn béo bụng. Thông thường, mỗi khẩu phần thực phẩm dinh dưỡng thay thế bữa ăn chứa tối đa 300 kcal năng lượng nhưng lại chứa rất nhiều vitamin và khoáng chất, giúp giữ mô cơ, giảm mô mỡ, giảm cân từ từ nên không gây mất mô cơ và cảm giác mệt mỏi.

### Người bệnh
Thực phẩm dinh dưỡng thay thế bữa ăn thích hợp với người bệnh, người đang phục hồi sau bệnh, giúp cơ thể không bị thiếu chất để duy trì sức khỏe tốt, đặc biệt thích hợp dùng vào những ngày cơ thể mệt mỏi, nhạt miệng không muốn ăn.

### Phụ nữ mang thai
Thực phẩm dinh dưỡng thay thế bữa ăn thích hợp cho phụ nữ mang thai bị nghén không ăn được cơm hoặc không dùng được sữa bầu. Thực phẩm dinh dưỡng thay thế bữa ăn đạt chuẩn phải giàu protein, axit folic, sắt và calci. Đây là những dưỡng chất quan trọng cho sự phát triển của thai nhi.
- Axit folic: giúp giảm nguy cơ dị tật bẩm sinh liên quan đến não và tủy sống của thai nhi. Axit folic còn ảnh hưởng đến sự phát triển và phân chia tế bào trong cơ thể thai nhi.
- Sắt: thiếu sắt (iron) dẫn đến thiếu máu, làm tăng nguy cơ biến chứng thai kỳ, tăng nguy cơ nhiễm trùng ở thai phụ, tăng nguy cơ sảy thai và biến chứng hậu sản như bị băng huyết sau sinh và tăng tỷ lệ tử vong cho cả mẹ và bé.
- Protein: là thành phần cơ bản (building block) để xây dựng tất cả các bộ phận của thai nhi.
- Vitamin D và Calci: giúp thai nhi hình thành khung xương chắc khỏe, tạo nền tảng tốt để quá trình mọc răng sau này của bé được thuận lợi. Ngoài sự phụ thuộc vào gen di truyền, chiều cao của trẻ em còn phụ thuộc nhiều vào dinh dưỡng, đặc biệt là dinh dưỡng trong quá trình mang thai, nên việc bổ sung calci và vitamin D khi mang thai là rất cần thiết.

## Ưu điểm và hạn chế

### Ưu điểm
- Thực phẩm dinh dưỡng thay thế bữa ăn phù hợp với hầu hết đối tượng sử dụng, từ trẻ nhỏ đến người trưởng thành và người lớn tuổi.
- Thực phẩm dinh dưỡng thay thế bữa ăn cung cấp hàm lượng chất dinh dưỡng cao, giúp tăng cường thể lực và sức khỏe.
- Thực phẩm dinh dưỡng thay thế bữa ăn tiện dụng và giúp tiết kiệm thời gian khi bận rộn.
- Pha chế dễ dàng.

### Hạn chế
- Giá thành sản phẩm thay thế bữa ăn thường khá cao so với thu nhập trung bình của người Việt.